# Gustaf Knös
Gustaf Knös, född 1773 i Skara, död 1828 i Uppsala, var en svensk orientalist och teolog, son till Andreas och Brita Hedvig Knös, far till Thekla Knös. Gift 1810 med Alida Maria Olbers (1786–1855). 

## Biografi
Knös blev student vid Uppsala universitet 1791, filosofie magister 1797 och teologie kandidat 1800, varefter han utnämndes till docent i gamla och nya testamentets exegetik. Under de närmast följande åren företog han utrikes resor och studerade österländska språk vid universiteten i Rostock, Paris och  Göttingen. Tack vare ett väl vitsordat specimen vid Göttingens universitet utnämndes han 1806 till akademiadjunkt i Uppsala med grekiska och österländska språk som läroämne. Knös utnämndes 1810 till professor i grekiska språket, en professur han 1814 bytte mot en i österländska språk. 1817 lät han prästviga sig och kallades samma år till kyrkoherde i Väster-Åkers och Dalby patronella pastorat med kunglig tillåtelse att därjämte få behålla sin professur. Han blev teologie doktor 1818. 
Han hade ett djupt religiöst sinne. Det enda arbete av Knös som väckte någon större uppmärksamhet var skriften Samtal med mig sjelf om verlden menniskan och Gud (1824). Den innehåller en självbekännelse, som är ett troget uttryck av hans väsen och åskådning. Han framstår i den som swedenborgian; redan som barn hade han i hemlighet studerat Swedenborgs skrifter i faderns bibliotek. En skarp recension i tidskriften Svea föranledde utgivandet av Försök att utreda några vigtiga frågor, som utkom året före hans död.
Tillsammans med sin bror O. A. Knös och Gustaf Rosén utgav han Ossians skaldestycken (häfte 1–3, 1794–1800). Bland hans övriga arbeten kan också nämnas Chrestomathia syriaca maximam partem e codicibus manuscriptis collecta (Göttingae MDCCCVII) och De lingua Sabæorum (i "Acta societatis scientiarum Götting."). Han efterlämnade även en stor mängd akademiska dissertationer. Gustaf Knös är begravd på Uppsala gamla kyrkogård.